# La Habanera
Pour l’opéra homonyme, voir La Habanera (opéra-comique).
Pour plus de détails, voir Fiche technique et Distribution.
La Habanera est un film allemand réalisé par Detlef Sierck, connu plus tard avec le nom Douglas Sirk, et sorti en 1937.

## Synopsis
1927. En voyage touristique à Porto Rico, une jeune femme suédoise, Astrée Sternjhelm, est enchantée par la magie des lieux. Une mélodie populaire La Habanera l'ensorcelle. Accompagnée de sa tante, elle fait la connaissance de Don Pedro de Avila, l'homme le plus influent de l'île. Celui-ci a organisé une corrida et les deux femmes y sont invitées. Au cours de celle-ci, il sauve un toréador blessé. Cet acte de bravoure achève de séduire Astrée qui, au moment d'embarquer vers son pays natal, redescend à terre et finit par épouser Don Pedro. Neuf années plus tard, le Dr Nagel de Stockholm, autrefois amant d'Astrée, se rend à Porto Rico afin d'étudier une fièvre qui ravage l'île et provoque la mort de ses habitants. Missionné par une fondation dirigée par la tante d'Astrée, le médecin espère secrètement ramener sa nièce en Suède. Les relations entre les deux époux se sont, par ailleurs, considérablement détériorées. Don Pedro est d'une jalousie maladive et d'un caractère autoritaire. De plus, il ne supporte pas la façon dont sa femme éduque leur fils, Juan. En vérité, les illusions d'Astrée se sont évanouies et son existence est devenue, à présent, un enfer. Elle s'apprête donc à rejoindre l'Europe secrètement, emmenant son fils avec elle.

## Fiche technique
- Titre du film : La Habanera
- Réalisation : Detlef Sierck
- Scénario : Gerhard Menzel
- Photographie : Franz Weihmayr
- Format : Noir et blanc - 1,20 : 1
- Musique : Lothar Brühne
- Montage : Axel von Werner
- Costumes : Annemarie Heise
- Décors : Ernst H. Albrecht, Anton Weber
- Production : Bruno Duday pour UFA
- Pays d'origine :  Reich allemand
- Langue originale : allemand
- Durée : 98 minutes
- Genre : mélodrame
- Dates de sortie :
  - 18 décembre 1937 à Berlin
  - 17 août 1938 en France

## Distribution
- Zarah Leander : Astrée Sternhjelm, une Suédoise qui, à Porto Rico, épouse un potentat local
- Julia Serda : Ana Sternhjelm, la tante d'Astrée qui l'accompagne à Porto Rico
- Ferdinand Marian : Don Pedro de Avila, le propriétaire d'un grand propriétaire de Porto Rico
- Karl Martell : le docteur Sven Nagel, l'ami d'enfance d'Astrée venu à Porto Rico combattre les fièvres tropicales
- Boris Alekin : le docteur Luis Gomez
- Paul Bildt : le docteur Pardway
- Edwin Jürgensen : l'armateur Shumann
- Michael Schulz-Dornburg : le petit Juan de Avila, le fils d'Astrée et de Don Pedro
- Carl Kuhlmann : le gouverneur
- Rosita Alcaraz : une danseuse espagnole
- Lisa Helwig : la vieille nourrice
- Gèza von Földessy : le chauffeur
- Franz Arzdorf : un assistant du docteur
- Harry Hardt : un assistant du docteur
- Roma Bahn : Ebba, la Suédoise
- Max Hiller : le domestique de Don Pedro
- Louis Brody

## À noter
- La Habanera est le dernier film allemand de celui que l'on connaîtra par la suite sous le nom de Douglas Sirk, originaire de Hambourg.
- Comme pour Paramatta, bagne de femmes (1937), l'héroïne est incarnée par l'égérie suédoise, Zarah Leander. C'est plutôt tardivement — en 1972, lors de la rétrospective Douglas Sirk au Festival d'Édimbourg reprise ensuite au National Film Theatre à Londres — que les adeptes des films hollywoodiens du cinéaste purent découvrir ses premières œuvres allemandes.
- On se rendit compte alors que ces films tournés pour la UFA entretenaient d'étroites connivences avec les fameux mélodrames réalisés plus tard dans les studios américains. Dès cette époque, Sirk utilise un genre cinématographique à des fins psychologiques, esthétiques voire sociales. De surcroît, il n'oublie guère, à ce moment-là, l'origine du mélodrame. Dans La Habanera et dans Paramatta..., musique et chansons revêtent une signification capitale. « Elles expriment, à travers les mélodies chantées par Zarah Leander, la fascination des personnages pour un lieu, une atmosphère, ou bien la déchéance de ces mêmes personnages, leur nostalgie, leurs regrets, et parfois toutes les illusions qu'ils se faisaient sur eux-mêmes ou sur autrui », écrit Jacques Lourcelles[1].
- C'est, par ailleurs, dans ce film que Zarah Leander, « figure dispensatrice de beauté »[1], interprète le célèbre Der Wind hat mir ein Lied erzählt (adaptation germanique de La Paloma). Le réalisateur a composé, pour sa part, deux chansons que Zarah Leander chante à son fils : Du kannst es nicht wissen et Kinderlied.
- Au sujet de l'actrice, Douglas Sirk confia alors à Jon Halliday : « Paramatta, bagne de femmes a connu un grand succès, et Zarah Leander est montée au firmament des stars ; elle est devenue du jour au lendemain l'actrice la plus populaire d'Allemagne. » La Habanera a donc été réalisé dans la foulée. « Nous sommes allés à Tenerife, qui était aux mains des franquistes, pour tourner le film. Nous étions en plein milieu de la Guerre civile espagnole. Ce qui se passait là-bas était terrible : il y avait un énorme camp de concentration - chose que je n'avais jamais vue en Allemagne. Il y eut également un accident. Je voulais mettre une corrida dans le film, mais le taureau louchait - ce qui est extrêmement dangereux. Le torero a essayé de me le dire. Mais, je ne parlais pas l'espagnol et il fallait que je passe par un interprète. Le torero fut tué, encorné par ce taureau loucheur. Depuis, et pour le restant de mes jours, cela pèse sur ma conscience », dit encore le réalisateur[2].
- Sirk considérait son film comme « une critique sociale ». Il s'exprimait ainsi : « Le personnage de Ferdinand Marian (Don Pedro) que Zarah Leander épouse, possède l'île entière et tente de dissimuler l'existence d'une épidémie qui la ravage, parce qu'il agit de mèche avec une importante firme américaine de négoce de fruits (...). Le film avait un contenu anticapitaliste, ce qui marchait bien dans l'Allemagne de l'époque. »[2]
- D'autres auteurs ont mis en avant le caractère profondément nazi du film. Porto Rico est un lieu non aryen, sale, désorganisé, calqué sur les représentations nazies de la Pologne de l'époque. L'île contamine la race germanique par un mariage contre Nature et ce mariage ne peut ainsi être qu'un échec. L'île ne peut être sauvée que par l'arrivée d'un médecin aryen qui impose sa science, anticipant ce qu'allaient faire les nazis de l'Est de L'Europe.